# آکوتیسیمین آ
آکوتیسیمین آ (به انگلیسی: Acutissimin A) با فرمول شیمیایی C۵۶H۳۸O۳۱ یک ترکیب شیمیایی با شناسه پاب‌کم ۴۴۵۵۹۶۹۹ است. که جرم مولی آن ۱۲۰۶٫۸۸ گرم بر مول می‌باشد. 